# 天性寺 (岸和田市)
天性寺（てんしょうじ）は、大阪府岸和田市南町にある浄土宗の寺院。山号は護持山。院号は朝光院。本尊は阿弥陀如来と地蔵菩薩。この地蔵菩薩が蛸地蔵（たこじぞう）と通称され、当寺院の別称になっている。また、最寄駅となる南海本線蛸地蔵駅の駅名にも採用されている。

## 沿革
創建は元亀元年（1570年）と言われているが、天保年間の火災で、記録をすべて失ってしまい詳細は不明。しかし、『増上寺史料集』第五巻所収『浄土宗寺院史』「泉州寺院開山帳 岸和田組」には、寛永2年（1625年）に得譽上人が建立し、以後、寛文13年（1673年）までの48年間、住職をつとめたとしている。『天性寺聖地蔵尊縁起』によると、建武年間、岸和田城に高波が襲いかかった時、海の彼方より大蛸に乗った法師が海岸まで近付き波風を鎮められ城は救われたという。
天正12年（1584年）、羽柴秀吉（豊臣秀吉）が尾張へ向けて大坂城を出発（小牧・長久手の戦い）。その隙を突いて、紀州征伐で敵対する根来衆・雑賀衆といった紀州の一向一揆の軍勢が、秀吉配下の中村一氏が寡兵で守る岸和田城へ攻め込み、大乱戦となった。数で圧倒する紀州勢の勢いが物凄く城が危うくなった時、蛸に乗った一人の法師が現れて、次々と紀州勢を薙ぎ倒した。しかし、紀州勢が盛り返して、蛸法師を取り囲もうとした時、海辺より轟音をたてて幾千幾万の蛸の大群が現れ、紀州勢を殺害することなく退却させた。一氏は喜び、その法師を探したが、結局分からなかった。ある夜、法師が一氏の夢枕に立ち、自分は地蔵菩薩の化身であると告げたので、その昔戦乱から守るため、堀に埋め隠し入れた地蔵菩薩像を出して祀ったという。
その後、一般の人もその利益（りやく）が受けられるように日本一大きいとされる地蔵堂に移され、現在に至っている。

## その他
- 秘仏の蛸地蔵は毎年8月23日と24日に行われる地蔵盆の「千日大法会」で開帳される。特にこの日は、家内安全や無病息災を祈るたくさんの参詣者で賑う。
- 蛸を一切食べずに願をかける、風変わりな蛸絵馬が無数に奉納されている。

## 交通アクセス
- 南海本線 蛸地蔵駅より北西へ約500m
- ローズバス南ループ 南町停留所より西へすぐ
  - ローズバス南ループは南海本線 岸和田駅前および阪和線 下松駅前を経由
- 阪神高速4号湾岸線 岸和田南出入口より車で約5分
  - 参拝者用の無料駐車場有